# (16109) 1999 WH6
1999 دابليو إتش 6 (ويعرف أيضًا باسم (16109) 1999 دابليو إتش 6 وفق تسمية الكوكب الصغير) (بالإنجليزية: 1999 WH6)‏ هو كويكب ضمن حزام الكويكبات؛ وترتيبه 16109 من حيث الاكتشاف.
اكتُشف هذا الجُرم الفلكي بواسطة كورادو كورليفيتش في 28 نوفمبر 1999.

## وصلات خارجية
- (16109) 1999 WH6 في قاعدة بيانات مختبر الدفع النفاث لأجرام النظام الشمسي الصغيرة

- الاكتشاف · مخطط المدار ·  العناصر المدارية · المعلمات المادية

- (16109) 1999 WH6 على موقع ويكي سكاي: DSS2, SDSS, GALEX, IRAS, Hydrogen α, X-Ray, Astrophoto, Sky Map, Articles and images